# Coccophagus lycimnia
Coccophagus lycimnia är en stekelart som först beskrevs av Walker 1839.  Coccophagus lycimnia ingår i släktet Coccophagus och familjen växtlussteklar. Arten är reproducerande i Sverige. Inga underarter finns listade i Catalogue of Life.